# Tije Vlam
Tije Vlam (Oosterbeek, 9 oktober 1985) is een oud-volleyballer uit Nederland die speelde voor Al Arabi (Doha, Qatar), Knack Roeselare, VC Nesselande, Codyeco Lupi/St. Croce (A2), HvA Volleybal, AA Drink/Capelle, VC Omniworld en VC Almere-Haven. Hij speelde als middenman tot eind 2011 en kwam van 2006-2011 uit voor het Nederlands team.
Vlam haalde in 2007 een diploma aan de Hogeschool van Amsterdam dat hem bachelor in Interactieve Media en Communicatie maakte. In 2014 behaalde hij zijn master Nieuwe Media en Digitale Cultuur aan de Universiteit van Utrecht. Daarna zette hij zijn maatschappelijke carrière voort bij Blendle. Sinds begin 2016 is Vlam adviseur bij een online marketingbureau.

## Palmares
- 7e Plaats WK voor Clubteams, Qatar (2011)
- Bekerwinnaar België (2011)
- Landskampioen België (2009-2010)
- 2x Beste Blokkeerder A-League Nederland (2007-2008 en 2008-2009)
- Landskampioen Nederland (2008-2009)
- 2e European League 2008
- 2e EK Junioren 2004
- 4e WK junioren 2005
- 5e EK jeugd 2003
- 9e WK jeugd 2003